# Mascarenobrium nigricollis
Mascarenobrium nigricollis là một loài bọ cánh cứng trong họ Cerambycidae.